# Háfnio
O háfnio (em homenagem à cidade de Hafnia, Copenhague em latim) é um elemento químico de símbolo Hf, de número atômico 72 (72 prótons e 72 elétrons) e de massa atómica igual a 178,5 u. À temperatura ambiente, o háfnio encontra-se no estado sólido.
É um metal de transição situado no grupo 4 (anteriormente denominado IV B) da classificação periódica dos elementos. Forma ligas com o tungstênio usadas em filamentos de lâmpadas e em eletrodos. Também se usa como material de barras de controle de reatores nucleares devido a sua alta capacidade de absorção de nêutrons.
Foi descoberto em 1923 por George de Hevesy e Dirk Coster.

## Características principais
É um metal dúctil, brilhante, prateado e resistente a corrosão, quimicamente muito similar ao zircônio. Estes dois elementos apresentam o mesmo número de elétrons na camada de valência e seus raios iônicos são muito similares devido a contração dos lantanídeos. Por isso é muito difícil separá-los, sendo encontrados na natureza juntos. As únicas aplicações para os quais é necessário separá-los são aquelas nas quais se utilizam as suas propriedades de absorção de nêutrons; em reatores nucleares.
O carboneto de háfnio (HfC) é o composto binário mais refratário conhecido, e o nitreto de háfnio (HfN) é o mais refratário de todos os nitretos metálicos conhecidos, com um ponto de fusão de 3310 °C. Este metal é resistente as bases concentradas, porém os halogênios podem reagir com ele para formar tetra-haletos de háfnio (HfX4). A temperaturas altas pode reagir com oxigênio, nitrogênio, boro, enxofre e silício.

## Aplicações
O háfnio é utilizado para fabricar barras de controle empregadas em reatores nucleares. Esta aplicação deve-se ao facto de que a secção de captura de nêutrons do háfnio é aproximadamente 600 vezes maior que a do zircônio, com o qual tem uma alta capacidade de absorção de nêutrons, além do mais, tem propriedades mecânicas muito boas, assim como uma alta resistência a corrosão.
Em meados de 2006 a Intel anunciou uma nova tecnologia que utiliza o háfnio como componente básico para a construção das paredes dielétricas dos transistores em sua nova geração de microprocessadores de 45 nanômetros (apelidado de Penryn).
Outras aplicações:
- Em lâmpadas de gás incandescente.
- Em Processadores Intel com tecnologia 45 nm
- Para eliminar oxigênio e nitrogênio em tubos de vácuo.
- Em ligas de ferro, titânio, nióbio, tântalo (elemento químico) e em outra ligas metálicas.
- Em eletrodos para corte a plasma

## História
Chamou-se este elemento de háfnio em homenagem a cidade de Copenhague (Hafnia em latim), na Dinamarca, onde foi descoberto por Dirk Coster e Georg von Hevesy em 1923. Pouco depois foi previsto, utilizando a teoria de Bohr, que estaria associado com o zircônio. Finalmente foi encontrado no zircão mediante análises com espectroscopia de raios X, na Noruega.
Foi separado mediante recristalizações sucessivas por Jantzen e von Hevesey. O háfnio metálico foi preparado pela primeira vez por Anton Eduard van Arkel e Jan Hendrik de Boer passando tetraiodeto de háfnio (HfI4) por um filamento aquecido de tungstênio (volfrâmio).

## Obtenção
É encontrado sempre junto ao zircônio em seus mesmos compostos, porém não é encontrado como elemento livre na natureza. Está presente, como mistura, nos minerais de zircônio, como no zircão (ZrSiO4) e em outras variedades deste (como na alvita), em concentrações de 1 a 5% de háfnio.
Devido à semelhança química entre o zircônio e o háfnio, é muito difícil separá-los. Aproximadamente a metade de todo o háfnio metálico produzido é obtido como subproduto da purificação do zircônio. Isto faz-se reduzindo o tetracloreto de háfnio (HfCl4) com magnésio ou sódio pelo processo de Kroll.

## Precauções
Há a necessidade de cuidados especiais ao trabalhar com o háfnio pois quando se divide em partículas é pirofórico e pode arder espontaneamente em contato com o ar. Os compostos que contém este metal raramente estão em contato com a maioria das pessoas e o metal puro não é tóxico. Porém, todos os seus compostos deveriam ser manuseados como se fossem tóxicos, ainda que as primeiras evidências parecem não indicar um risco muito alto.